# Teobromin
A teobromin (INN: theobromine), vagy xanteóz a kakaónövény által termelt keserű alkaloid. A VIII. Magyar Gyógyszerkönyvben  Theobrominum     néven hivatalos.  

Kémiailag a koffeinnel és a teofillinnel együtt a metilxantinok csoportjába tartozik. Fiziológiás hatása is a koffeinéhez hasonlatos, de annál kevésbé élénkít, viszont kicsit erősebb vizelethajtó. Angol és magyar (Korbonits Márta és Korbonits Dezsô) szerzőkből álló kutatócsoport elsőként írta le a teobromin köhögéscsillapító hatását. A teobromin állatkísérletes modellben a kodeinhez hasonló mértékű hatást mutatott. Tíz egészséges önkéntes bevonásával véletlen besorolásos, kettős vak vizsgálatot is végeztek, amelyben placebóval összehasonlítva a kodein és a teobromin is köhögéscsillapító hatásúnak bizonyult, de a hatás csak teobromin esetén volt szignifikáns mértékű. A hatás perifériásan, a köhögési reflexet kialakító érzőidegvégződések gátlásával alakul ki.  Felezési ideje a szervezetben 7 óra körüli, úgyhogy hatása tartósabb, egyben kiegyenlítettebb mint a koffeiné.
Brómot nem tartalmaz, neve a kakaónövény nemzetségnevéből (Theobroma) származik, ami a görög theo („isten”) és brómá („étel”) szavak összetétele, azaz az istenek eledele, valamint az -in képző, ami az alkaloidok és más nitrogénbázisok képzője.
A teobromint 1878-ban Hermann Emil Fischer izolálta elsőként a kakaóbabból, 
aki nem sokkal később már xantinból is szintetizálta.

## Természetes források
A teobromin a kakaó és a csokoládé főalkaloidja. A csokoládé 0,5-2,7% teobromint tartalmaz. Kis mennyiségben jelen van a kóladióban (1,0–2,5%), a guarana-ban és a teanövényben is.
Az emberi májban a koffein 10%-ban teobrominná, 4%-ban teofillinné, és 80%-ban paraxantinná metabolizálódik.
A következő növényekben található teobromin a legnagyobb mennyiségben:
- Theobroma cacao
- Theobroma bicolor
- Ilex paraguariensis
- Camellia sinensis
- Cola acuminata
- Theobroma angustifolium
- Paullinia cupana
- Coffea arabica

## Élettani hatásai
A csokoládé teobromin tartalma elég alacsony ahhoz, hogy fogyasztása általában ne jelentsen veszélyt az emberre. Azonban a teobromint lassan metabolizáló állatok (pl. kutya, macska, madarak) már kis mennyiségű csokoládé elfogyasztása miatt is végzetes mérgezést szenvedhetnek. A mérgezés első tünetei hányinger, hányás, hasmenés, fokozott vizelés. Ezek előrehaladhatnak szívritmus-zavarokká, epileptikus görcsökké, belső vérzéssé, szívrohammá, és végül halállá.